# Clã Takeda

Mon (brasão) do Clã Takeda

O Clã Takeda foi um famoso clã dos daimyo (senhores feudais) no Japão entre o período Heian e o Sengoku.
Uma das bandeiras mais antigas do Japão está no templo Unpo-ji, na prefeitura de Yamanashi. Segundo a lenda, foi dada pelo Imperador Reizei a Minamoto no Yoshimitsu e foi tratada como um tesouro familiar pelo clã Takeda por mil anos, mas a verossimilhança histórica desse relato é questionável.
O Clã ficou conhecido pela sua lendária cavalaria que foi derrotada por poucos, mas não conseguiu derrotar o daimyo Oda Nobunaga e Tokugawa Ieyasu

## Historia

### Origem
A Takeda eram descendentes do Imperador Seiwa (850-880) e são um ramo do clã Minamoto (Seiwa Genji), por Minamoto no Yoshimitsu (1056-1127), irmão do Chinjufu-shogun Minamoto no Yoshiie (1039-1106). Minamoto no Yoshikiyo (1075 - 1149), filho de Yoshimitsu, foi o primeiro a levar o nome da Takeda.

### Período Sengoku

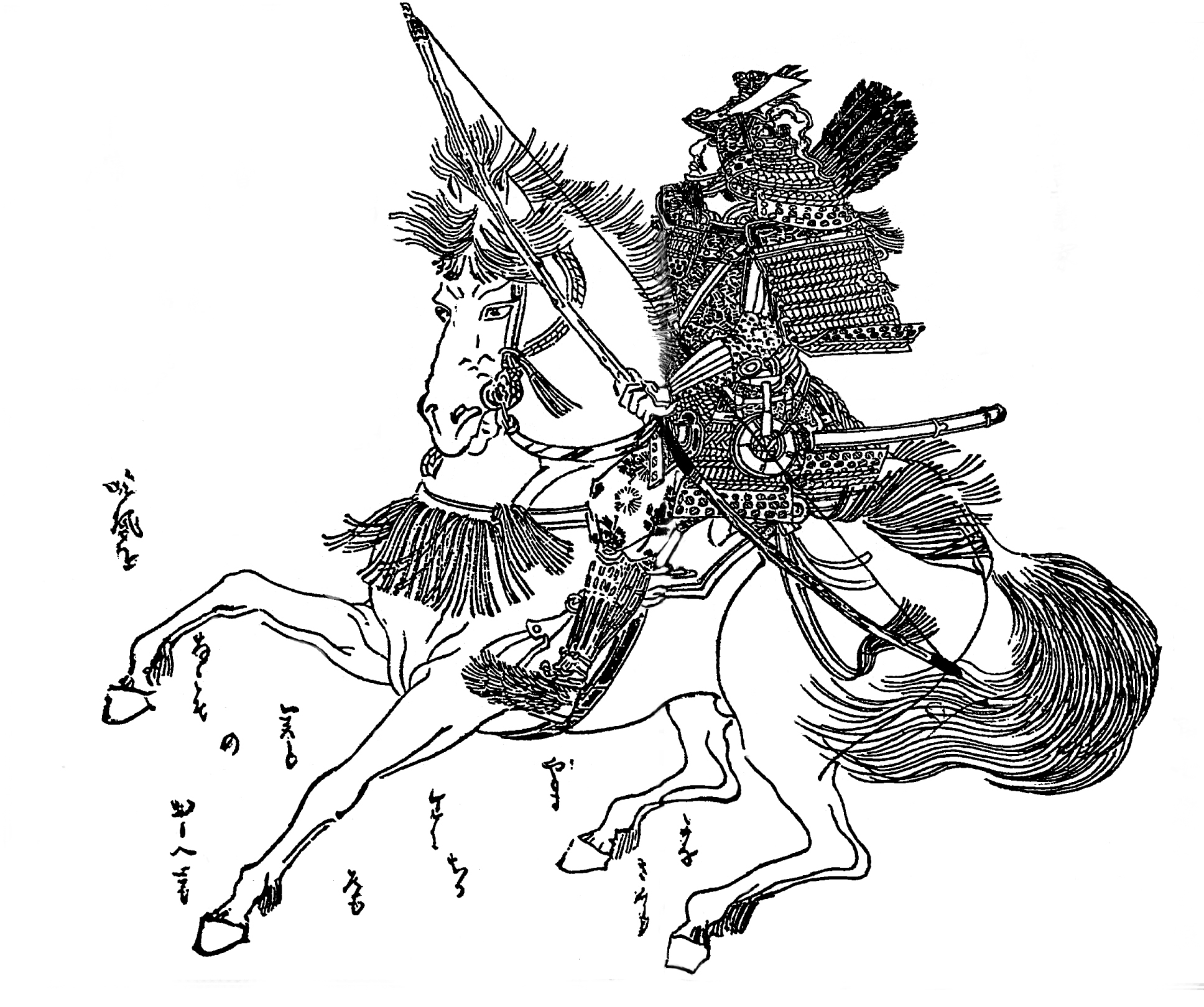
Minamoto no Yoshiie

Imediatamente antes do período Sengoku, a Takeda ajudou a reprimir a rebelião de Uesugi Zenshu (1416-1417). Uesugi Zenshu (? - 1417) foi o principal assessor Kanrei para Ashikaga Mochizuki, um inimigo do xogunato Ashikaga Central e de Kanto Kubo governador-geral da região de Kanto. Mochizuki, chefe do clã Uesugi, fez uma represália contra o clã Takeda em 1415. Esta represália começou uma rivalidade entre os clãs Uesugi e Takeda, que duraria cerca de 150 anos, até a destruição do clã Takeda no final do período Sengoku.

### Takeda Shingen
Takeda Shingen foi um lendário daimyo que procurou o controle do japão, na fase tardia do Sengoku. De nome Takeda Katsuchiyo, teve seu nome trocado para Takeda Harunobu com autorização do shogun Ashikaga Yoshiharu, em 1559 mudou novamente para Takeda Shingen. Shingen esteve envolvido na Batalha de Kawanakajima. Takeda Shingen morreu de doença em seu acampamento.

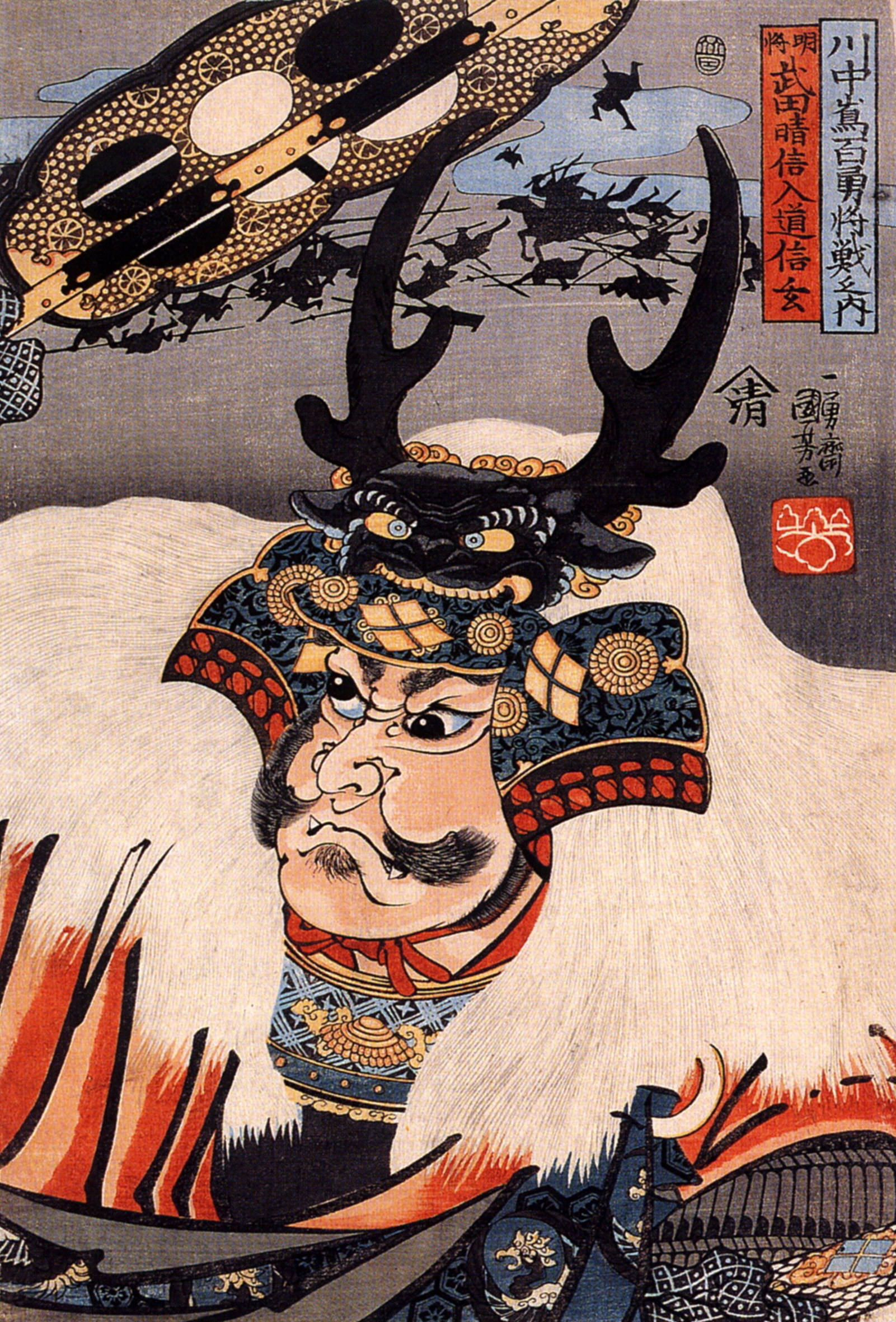
Takeda Shingen

### Vergonha para o clã
Takeda Katsuyori  4º filho de Takeda Shingen, querendo manter o legado do pai avançou com suas tropas para Mikawa, mas teve a lendária cavalaria do clã massacrada por Oda Nobunaga e Tokugawa Ieyasu na Batalha de Nagashino. Depois que Ieyasu derrotou finalmente os Takeda na Batalha de Temmokuzan. Katsuyori cometeu suicídio depois da batalha e o Clã nunca mais se recuperou.

### A lendária cavalaria
A cavalaria do clã era lendária muitos falavam que apenas deuses derrotavam a cavalaria, mas essa fama sumiu quando foi derrotada por Oda Nobunaga e Tokugawa Ieyasu na Batalha de Nagashino.

## Familía Takeda

### Principais membros
- Takeda Shingen
- Takeda Katsuyori
- Takeda Yoshinobu
- Takeda Nobutora
- Takeda Nobushige
- Takeda Nobukado
- Takeda Souchi

### Grandes Generais
- Takeda Shingen
- Takeda Nobutora
- Takeda Nobushige